# Nápisy na zvonech
Nápisy na zvonech jsou epigrafické památky, jejichž studiem se zabývá samostatný epigrafický obor, kampanologie. Nápisy jsou zkoumány z hlediska písma, jazyka, obsahu, datace a techniky provedení. Následující článek se věnuje především nápisům na českých zvonech.

## Počátky nápisů na zvonech
Prvními nápisy jsou zvony vybavovány ojediněle už v 9. století, většího rozsahu pak dosahují ve 12. století. V té době zpravidla ještě nebyly vyráběny tak, jako v pozdějších dobách, tedy přilepováním voskových liter na formu falešného zvonu (viz výroba zvonů), nýbrž technikou jejich vyrývání do vnitřní stěny pláště, což bylo daleko snazší, avšak vzniklé nápisy neměly příliš pěkný vzhled.

## Písmo

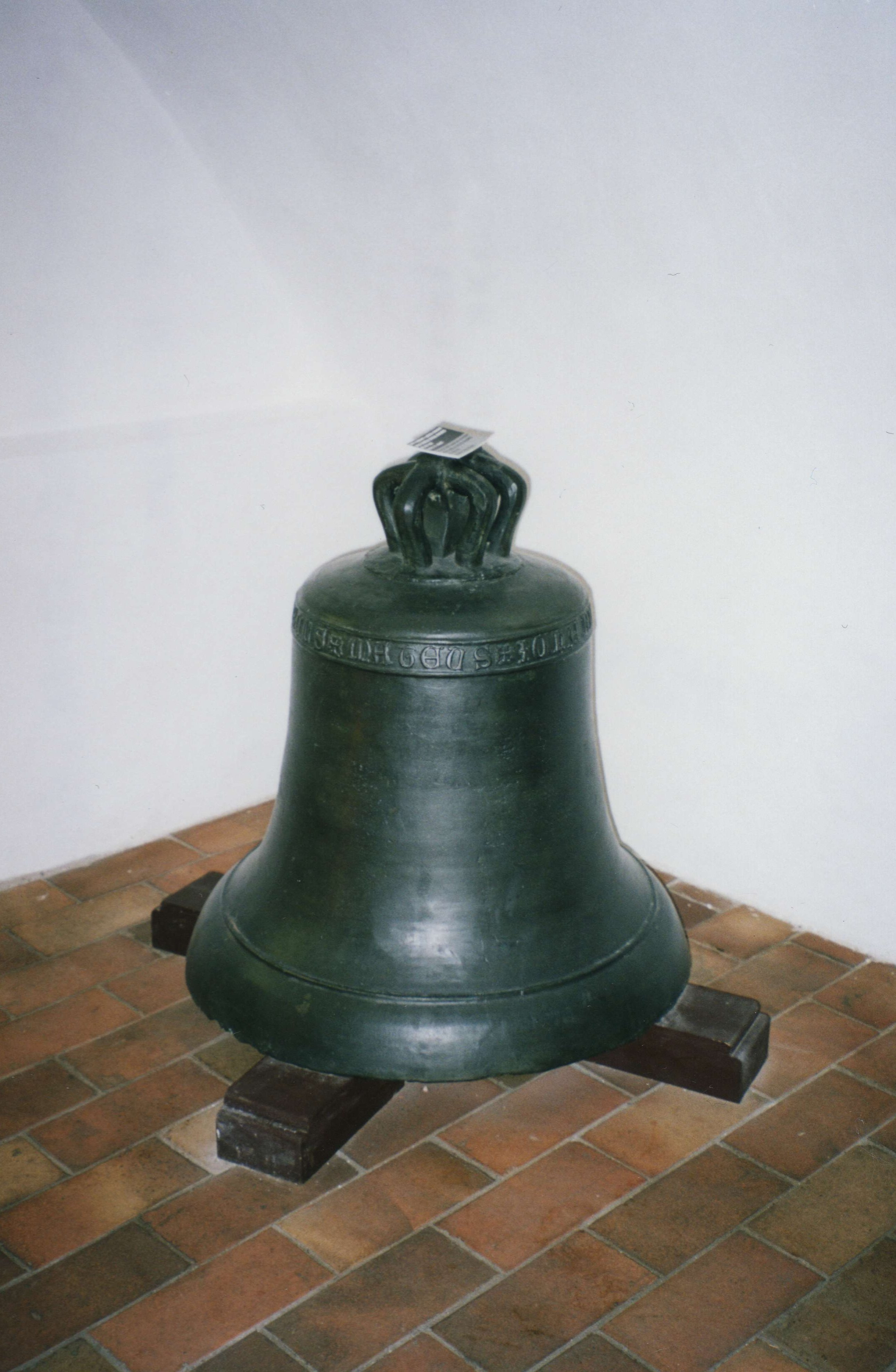
Zvon s nápisem v gotické majuskuli. Zvon v expozici České zvonařství na zámku ve Vrchotových Janovicích

Písmem, které se užívalo v nápisech na zvonech až do počátku 15. století je gotická majuskula. V tomto směru byly zvony oproti jiným epigrafickým památkám poněkud opožděny, jinde se gotická minuskula objevuje už od poloviny 14. století. Příčinou byla nepochybně malá vzdělanost a konzervativnost zvonařských mistrů, kteří byli v této době často jen pologramotní a obtížně si zvykali na nový typ písma.
Po r. 1400 zvonaři přecházejí na gotickou minuskuli, přičemž zvonů, na nichž jsou užity oba typy, máme doloženo jen velmi málo. Eventuální dlouhý přechod mezi oběma typy byl pravděpodobně v důsledku husitské revoluce zkrácen na minimum. Kvalita písma upadala zejména v době po husitství, pozvedl ji až rod Ptáčků z Kutné Hory na počátku 16. století.

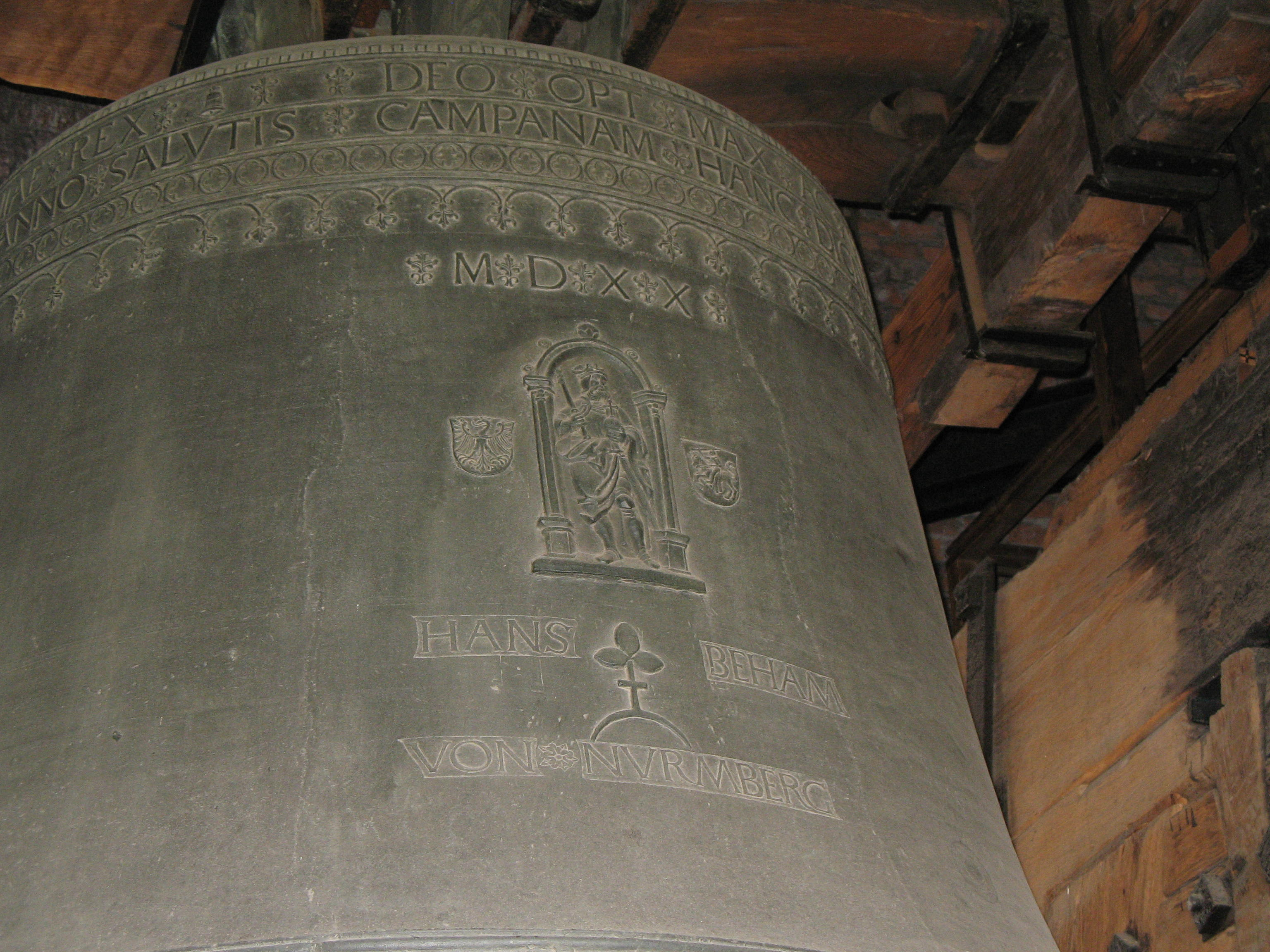
Nápis v humanistické majuskuli. Zvon Zikmund v polském Krakově z r. 1520

Kolem r. 1530 se začíná na zvonech uplatňovat třetí typ písma, kterým je humanistická majuskula (kapitála). K změnám v této době ovšem nedochází jenom v písmu, ale i ve výzdobě a celkovém vzezření zvonu – zvony získávají namísto klenutého příklopu plochý, mění se též tvar a výzdoba koruny a na zvonech se kromě biblických výjevů a reliéfů svatých začínají objevovat také erby donátorů.
Přechod mezi gotickými a renesančními zvony, vymezený přibližně léty 1520 – 1540, probíhal různě v různých městech. Ke změně v písmu zpravidla dochází spolu s výměnou generací ve zvonárně, jen zřídka se zvonař odpoutal od typů, které užíval celý život a přešel na humanistickou majuskuli. Jako příklad můžeme uvést třeba pražského mistra Bartoloměje Pražského, děda slavného zvonaře Brikcího z Cimperka, který až do své smrti ve 30. letech 16. století užíval gotickou minuskuli, zatímco jeho syn Ondřej Pražský od r. 1542 už důsledně užívá humanistické písmo.Podobný přístup lze vysledovat u mistra Tomáše z Litoměřic, který rovněž užíval gotickou minuskuli, i když ve 30. letech 16. století můžeme najít několik zvonů s jeho signaturou, na nichž se objevuje nápis v přechodném typu humanistické majuskule. Je ovšem pravděpodobné, že výzdobu těchto zvonů pro mistra Tomáše už vytvářel jeho učedník Jan Konvář.

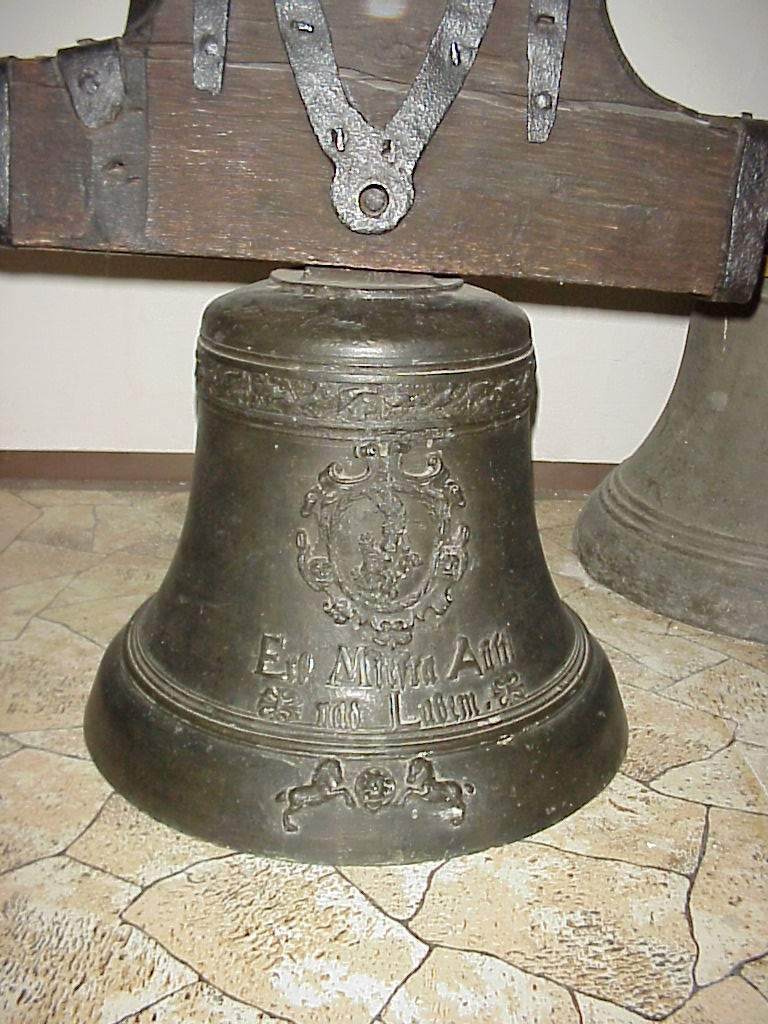
Nápis frakturou. Zvon od Brikcího z Cimperka v Ústí nad Labem

Období 20.-40. let 16. století je charakterizováno zvláštním, přechodným typem písma (má více označení, nejčastěji nazývané raně humanistická kapitála). Jde o svérázný typ humanistické majuskule s některými neobvyklými znaky, jako je užívání ε místo E, zrcadlově převráceného N, písmen Z, I, L se středním břevnem atd. Tento typ můžeme pozorovat vedle pozdních děl uvedeného Tomáše z Litoměřic např. na zvonech Matěje Špice z Roudnice nad Labem nebo mistra Stanislava z Prahy. Po tomto poměrně krátkém přechodném období se už začíná užívat běžná humanistická majuskula bez zvláštních znaků – což sice napomáhá čitelnosti nápisů a působí i esteticky lépe, ale zase zde odpadá možnost určit původ nesignovaného zvonu na základě užitého typu písma. Jen zcela výjimečně můžeme najít i zde nějaké charakteristické znaky, způsobené ovšem především nedůsledností zvonařů, projevující se především užíváním některých liter zrcadlově převrácených, jako např. D nebo N. Řadu chyb lze nalézt například na zvonech Mikuláše Löwa, který působil v Praze v 2. polovině 17. století.
Paralelním písmem vedle humanistické majuskule je fraktura, kterou u nás poprvé začal užívat Brikcí z Cimperka a udržela se až do meziválečné doby, kdy ji užívaly například zvonařské dílny Heroldů či Pernerů.
V 19. století se začínají objevovat také rozličné ozdobné a historizující typy písma, oblíbené až dodnes, a humanistická majuskula volně přechází v dnešní latinku.

## Jazyk
Základním jazykem, užívaným v nápisech na zvonech va raném období, byla latina. První texty v národních jazycích se začínají v Evropě objevovat ve 13. století. V českých zemích se ovšem čeština na zvonech poprvé objevuje až počátkem 15. století, kdy v Evropě už začínají texty v národních jazycích převažovat. Stále se v literatuře opakuje mylný názor, že nejstarším zvonem s českým nápisem je zvon ze zvonice kostela sv. Petra a Pavla v Přelíci (okres Kladno), který je datován k r. 1386, avšak bezpochyby je o sto let mladší.
Na počátku 16. století došlo v Praze k „renesanci“ latiny, a to především vlivem mistra Bartoloměje, zatímco v mimopražských dílnách se trvale užívá čeština s latinou víceméně vyrovnaně, což ovšem nebude mít dlouhého trvání, protože ve 30. letech 16. století, která lze v tomto směru vidět jako poměrně výrazný zlom, dochazí k přechodu na češtinu, i když latina nikdy zcela nevymizí a užívat se bude až do současnosti.
S úbytkem českých zvonařů za třicetileté války pak dochází k velkému rozšíření němčiny v textech na zvonech, přestože se objevovala už dříve. V příštích staletích se objevují všechny tři jazyky s různou intenzitou v různých oblastech, v závislosti na osobě zvonaře i objednavatele, až do 19. století však bude němčina převažovat.
Užívání jiných jazyků na zvonech není obvyklé, ovšem výjimečné případy přece jen existují (polština na Těšínsku). Když pomineme některé běžné výrazy (např. řecká zkratka IHS nebo hebrejské slovo amen), můžeme v českých zemích narazit na několik málo zvonařských památek s nápisy v cyrilici. Jde např. o zvon, doložený v kostele sv. Petra a Pavla v Chlumu (okres Chrudim) nebo dva zvony na výstavě České zvonařství na zámku ve Vrchotových Janovicích (okr. Benešov).

## Obsah

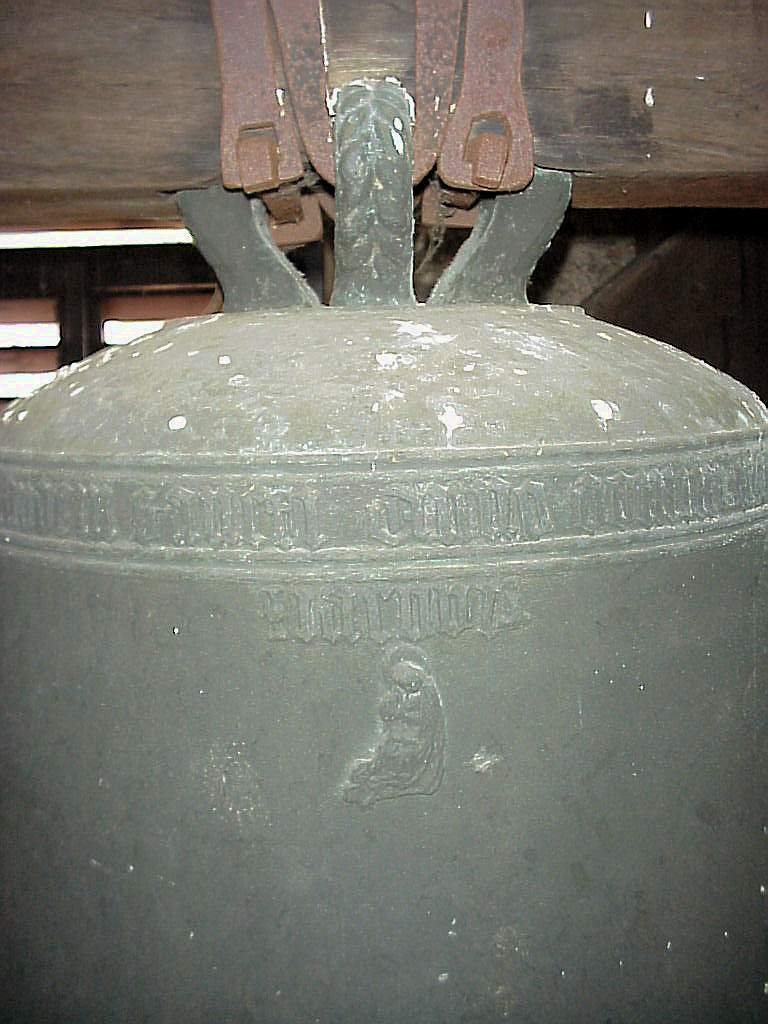
Detail zvonu. Ucha koruny zdobená pletencem, nápis v gotické minuskuli. Zvon ve Svádově (okres Ústí nad Labem) z r. 1494

Po obsahové stránce se texty vyvíjejí postupně od zcela prostých, obsahujících pouze jména svatých. Texty na zvonech, stejně jako reliéfy, mají vyzývat k bohoslužbě a posilovat ve víře, ale také samotný zvon i celou obec chránit před nebezpečím a temnými silami – proto se na zvonech už od počátků užívají jména svatých, a to především Krista, evangelistů a Panny Marie. Oblíbené byly také nápisy, v nichž se objevují pouze jednotlivá písmena abecedy. Jejich význam je jak symbolický (ve významu „od začátku do konce“), tak i ornamentální.
Legendy bývají zpočátku jednořádkové, pokud se text nevešel do jednoho řádku, zvonař jej často raději nechal nedokončený. Jindy (pokud by vynechání citelně oslabilo výpovědní schopnost nápisu – datace, jméno svatého) se s tím zvonař vyrovnal tak, že jej dopsal na příklop a jen výjimečně přistoupil k přisazení druhého řádku, který byl zpravidla jen nelemovaný, jednoslovný. Také první reliéfy, které se na zvonech užívají asi od 13. století, zpočátku pouze obepínají čepec zvonu, neboť tam nemohly mít přílišný vliv na zvuk zvonu. Nejprve jde o jednoduché linky, od 14. století se užívají také ornamentální pásy a zdobné linky (zdvojování, obtisk provazce, vlnovky), pak i samostatné reliéfy. Oblíbeným reliéfem býval prostý křížek na čtyřech stranách zvonu. Dlouho opomíjenou částí ve výzdobě zvonů byla koruna, neboť vytvoření její formy bylo už samo o sobě pro zvonaře dosti nesnadné; od poloviny 15. století se však začíná výzdoba objevovat také na uchách zvonu, nejběžněji šlo o pletence nebo půlkulové výstupky, tzv. pecky. Teprve Tomáš Jaroš z Brna zdobí ucha koruny tvářemi, tzv. maskami.
Jednotlivá slova bývají do poloviny 14. století oddělována tečkou, pak se prosazují i jiná dělicí znaménka, jako křížek či hvězdička. Nejširšího uplatnění docházejí dělicí znaménka v 15. století u mistrů Ondřeje Ptáčka, Tomáše z Litoměřic a jiných, neboť v té době si ještě zvonaři netroufali vyzdobit krk zvonu příliš složitými reliéfy, aby tak nedošlo k narušení výsledného hlasu zvonu. V textech kolem čepce se mezi slovy objevují drobné reliéfy nejrůznějších tvarů (zvonek, konvice, heraldická lilie, muž nesoucí na tyči zvěř a celá řada jiných), přičemž každý zvonař užíval několik svých specifických značek, takže dělicí znaménka u nesignovaných zvonů mohou mnohé napovědět.
Poté, co zvonaři dokonaleji ovládnou techniku výroby a odlévání liter, se stávají nápisy stále delšími a obsažnějšími a začínají být také mistry signovány. K většímu rozvoji textů na zvonech dochází v době po husitské revoluci. Oblíbeným trendem se stává užívání biblických citátů či citátů z církevních otců, ať už latinských nebo přeložených do češtiny, vedle toho ovšem i části husitských písní nebo nových obratů. Často se na zvonech bude objevovat např. Jan 1;23 („Jsem hlas volajícího na poušti...“), Lukáš 1;28 („Ave Maria gratia plena, Dominus tecum!“), Žalm 24;8 („O rex gloriae veni cum pace!“) jako prosba o ochranu proti zlu a o Boží přízeň, a samozřejmě nápis INRI (tj. Jan 19; 19). Pozdější inovací je přidávání odkazu na biblický verš, které se objevuje přímo v textu na zvonu; poprvé toho užívá nejspíše Brikcí z Cimperka. Za určitý úpadek obsahu textů lze považovat období mistra Bartoloměje v 16. století, který se zabýval především otázkou zefektivnění výroby zvonů a texty pro něj byly spíše formalitou, obdobou ornamentální výzdoby. Často tak vznikaly texty, které nedávají smysl.
K novému rozvoji pak texty pozvedl jeho vnuk Brikcí z Cimperka, od něhož se nadále na zvonech objevují rozsáhlé literární útvary, vyprávějící o původu zvonu, donátorech a zvonařovi, které někdy pokrývají i celou plochu zvonu. Tato rozsáhlost textů pak zůstala až do současnosti, i když rovněž závisela především na osobě zvonaře, přání donátora a velikosti zvonu – malé zvony často nenesou žádný nápis, někdy bývají i bez datace.

## Datace
Datace se na zvonech poprvé objevuje asi ve 12. století, v českém prostředí je nejstarším datovaným zvonem zvon z r. 1286 z Chebu. Až do počátku 15. století nejsou datace běžnou součástí nápisů, teprve po r. 1400 je datována převážná většina zvonů. V té době se také začínají častěji objevovat údaje o provenienci a tvůrci zvonu.
Původně se užívaly pouze římské číslice nebo slovní opis, arabské číslice se v českých zemích poprvé vyskytnou v polovině 15. století. Od 17. století se už stanou daleko běžnějšími než číslice římské, i když římské číslice zcela nevymizí a dokonce se dočkají svého obrození v podobě chronogramů. Možné jsou i různé kombinace těchto způsobů a není bez zajímavosti, že způsoby datace zaměňoval i každý jednotlivý zvonař. S jazykem legendy to přílišnou souvislost nemá, i když římské číslice jsou přece jen běžnější ve spojení s latinou.
Datace pomocí římských číslic dělala zvonařům problémy, takže se stávalo, že z nápisu jedno nebo i několik písmen vypadlo a stáří některých zvonů je proto obtížné určit. S tím měli následně potíže i zvonaři – někdy bylo třeba přelít poškozený zvon, ale zvonař si přál zachovat i obsah původního nápisu. Přitom ovšem původní text přečetl chybně a zvon tak získal nesprávnou původní dataci. Původní texty zachovával např. v 19. století pražský německý zvonař Karel Bellmann.
Datace způsobem uvedení funkčního období donátorů mají primárně spíš význam pamětní než datační, a proto jsou nápisy zpravidla datovány i jiným způsobem. Užívá se v době, kdy nápisy nabývají většího rozsahu, tedy koncem 16. století.
Zvláštním způsobem datace v nápisech jsou chronogramy. Ty se na zvonech poprvé objevují v průběhu 15. století, ovšem teprve v 17. a 18. století dosahují největšího rozmachu a představují tím také návrat k většímu rozšíření římských číslic v datacích. Chronogramy často bývají příčinou gramatických a jiných chyb v textech a také užívání neobvyklých slov a formulací, protože zvonař potřeboval, aby se v textu objevoval jistý počet některých písmen. Např. se někdy užívá neobvyklé CzeChIa místo boheMIa. Chronogramy, stejně jako užití číslic, nemají přímou souvislost s jazykem – běžnější jsou sice v latinských legendách, ale můžeme je vysledovat ve zvonových nápisech ve všech třech jazycích.

## Technika provedení
Nápisy na zvonech jsou v drtivé většině případů odlévané spolu s celým výrobkem. Pouze v několika ojedinělých případech najdeme na zvonech nápisy druhotně vysekané nebo vyražené. Samostatnou kapitolu ovšem představují barevné nápisy, jimiž byly zvony označeny v průběhu válečných rekvizic.